# Sartiglia

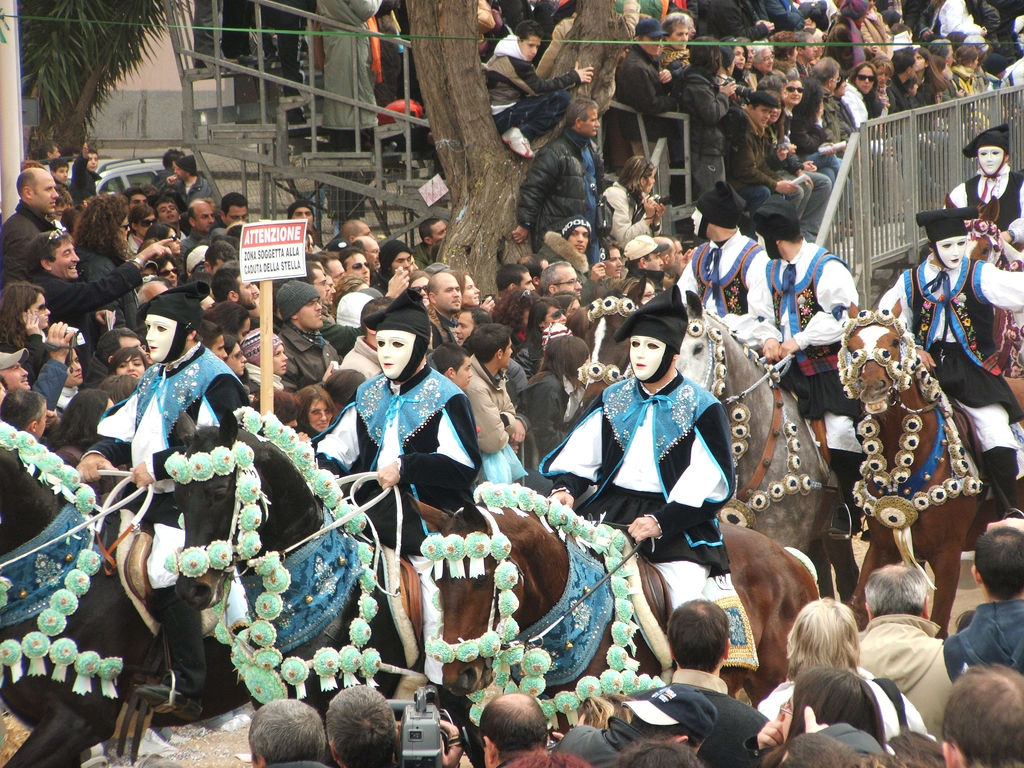
Sartiglia, 2005

Die Sartiglia (sardisch Sa Sartiglia) ist ein in Oristano (Sardinien) am letzten Sonntag und Dienstag des Karnevals stattfindendes Reiterspiel (giostra equestre).

## Geschichte
Es entstammt der spätmittelalterlichen Tradition der Ritterturniere, die in Italien im Quintana-Reiten überliefert sind. Die Sartiglia ist seit 1546 belegt und zählt heute zu den spektakulärsten und choreographisch reichsten Karnevalsbräuchen Sardiniens und Italiens. Dieses Reiterspiel soll zu Ehren von Kaiser Karl V. erstmals ausgetragen worden sein.

## Ablauf
Am Faschingssonntag und am folgenden Dienstag müssen die Reiter in den Straßen des historischen Zentrums der Stadt Oristano  versuchen, in vollem Galopp einen aufgehängten Silberstern mit einer Lanze aufzuspießen. Bei gelungenen Aktionen und vielen gestochenen Sternen wird es nach dem Glauben der Bevölkerung im  nächsten Jahr eine gute Ernte geben. Die Reiter werden zuvor in historische Kostüme gekleidet. Sie tragen einen Brautschleier, einen Zylinder und in der Hand einen Veilchenstrauß. Nach dem Sternenstechen messen sich die Teilnehmer noch in Reitkunststücken. Am Rosenmontag findet ein Reitturnier für Jugendliche, die Sartigliedda statt.